# Eucera matalae
Eucera matalae är en biart som beskrevs av Borek Tkalcu 2003. Eucera matalae ingår i släktet långhornsbin, och familjen långtungebin. Inga underarter finns listade i Catalogue of Life.